# Conocara
Los caraconos (Conocara) es un género de peces marinos de la familia de los alepocefálidos, distribuidos por aguas profundas del océano Atlántico, océano Índico y océano Pacífico.
Su nombre procede del latín conicus (cono) + griego kara (cara, rostro), en alusión a la forma de su cabeza.

## Especies
Existen diez especies consideradas válidas:
- Conocara bertelseni Sazonov, 2002
- Conocara fiolenti Sazonov e Ivanov, 1979
- Conocara kreffti Sazonov, 1997
- Conocara macropterum (Vaillant, 1888)
- Conocara microlepis (Lloyd, 1909)
- Conocara murrayi (Koefoed, 1927)
- Conocara nigrum (Günther, 1878)
- Conocara paxtoni Sazonov, Williams y Kobyliansky, 2009
- Conocara salmoneum (Gill y Townsend, 1897)
- Conocara werneri Nybelin, 1947